# Pegelhaus (Worms)

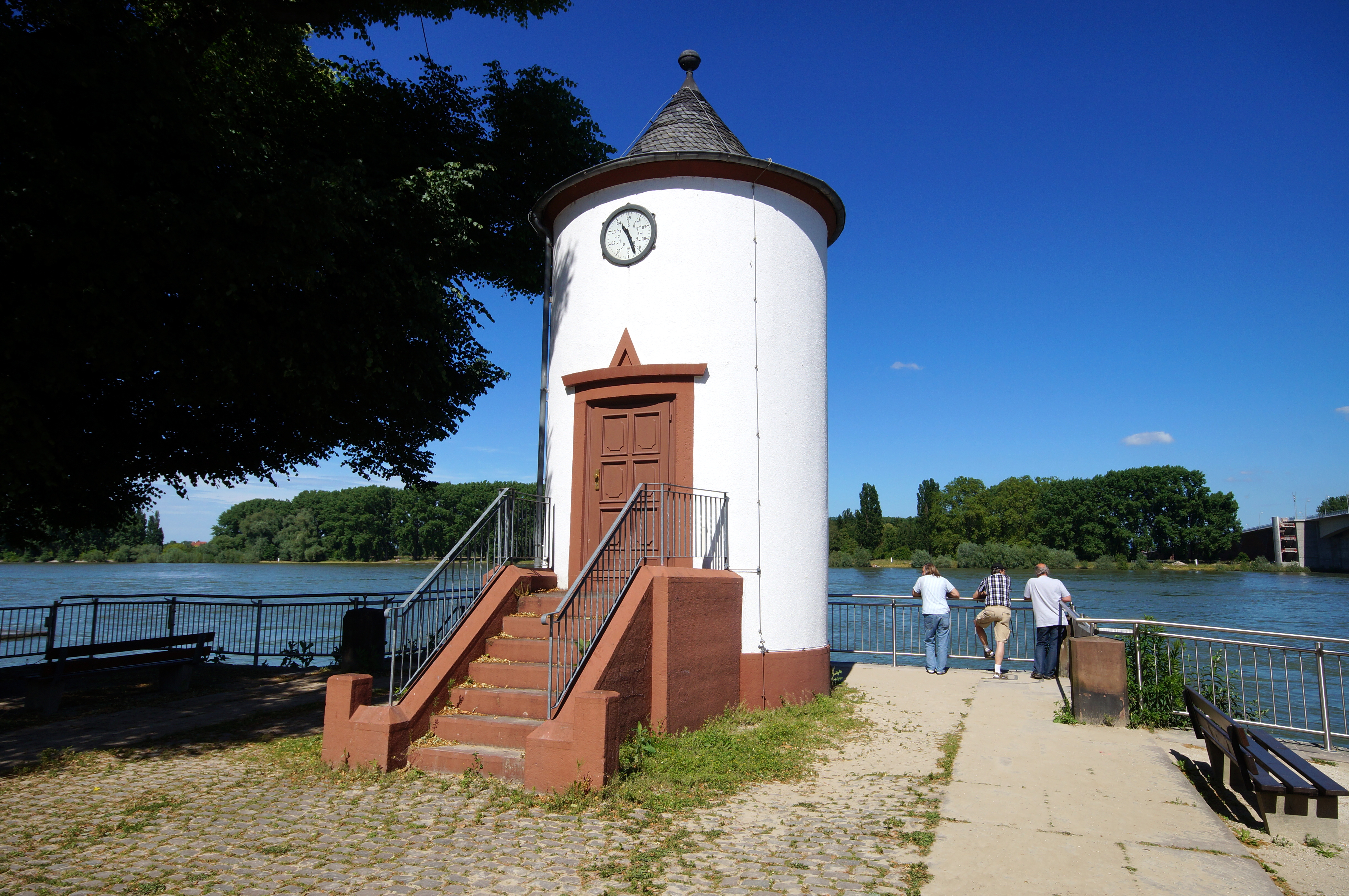
Pegelhaus in Worms

Das Pegelhaus ist ein unter Denkmalschutz stehendes Gebäude in der rheinland-pfälzischen Stadt Worms unmittelbar an der Uferpromenade des Rheins, das für die Messung des Wasserstands genutzt wird.

## Geschichte

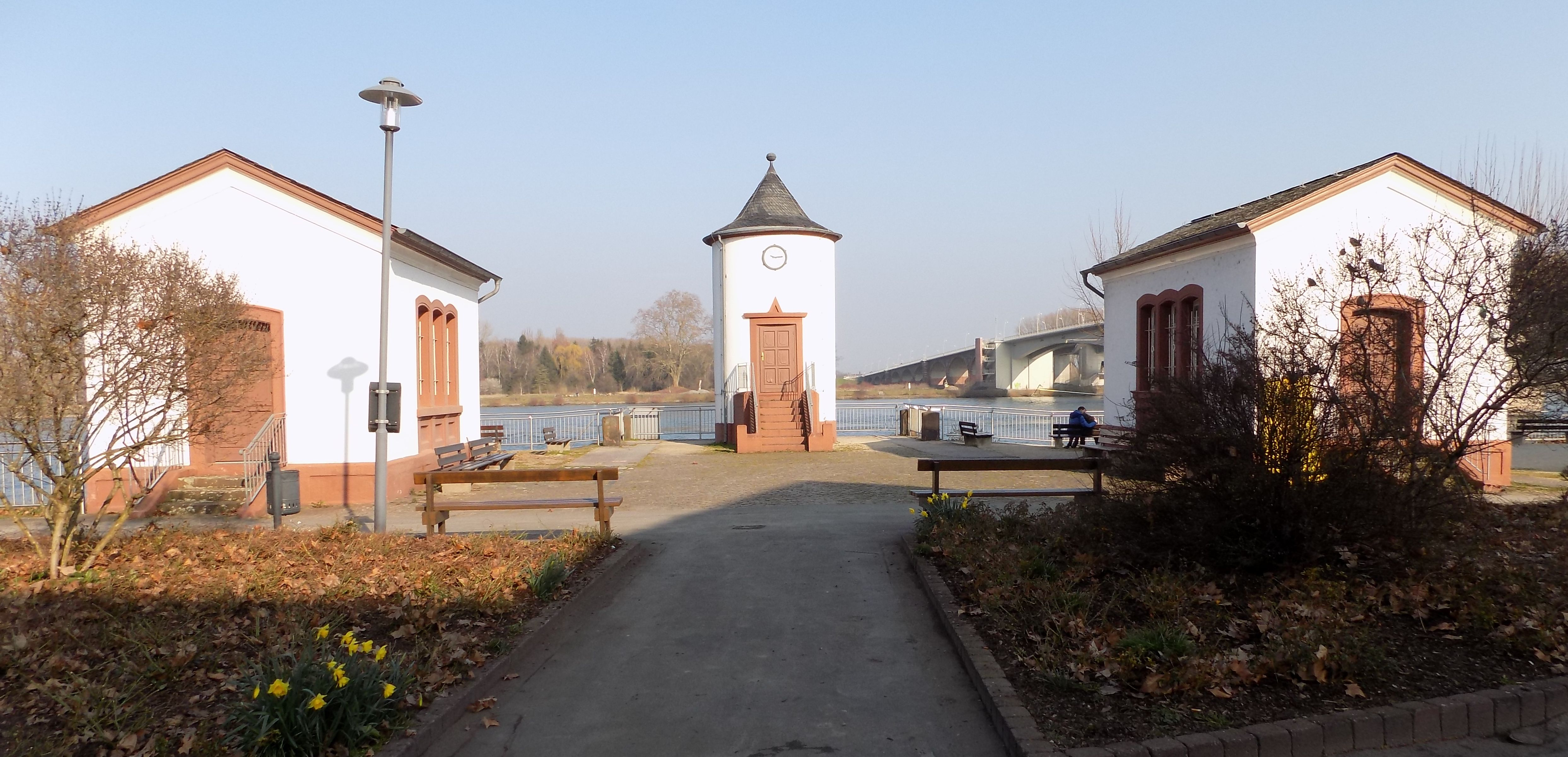
Von links: Gelderhaus, Pegelhaus, Dammwächterhaus.

Die Rheinpegelstandsmessung existiert in Worms bereits seit dem Jahr 1819. Seit den späten 1920er Jahren steht unmittelbar am Rhein das Wormser Pegelhaus, ein turmartiger Rundbau mit einem Kegeldach. Es wird beiderseits umfasst von zwei weiteren, kleinen Gebäuden, die 1855 bei der Anlage der Schiffsbrücke über den Rhein errichtet wurden, also gut 70 Jahre älter als das Pegelhaus sind. Links vom Pegelhaus befindet sich das sogenannte Gelderhaus, das als Zahlstelle für den Brückenzoll der Schiffsbrücke diente. Rechts vom Pegelhaus befindet sich das sogenannte Dammwächterhaus für die Dammwache. Grundlage dafür war eine Gesetzesverordnung der großherzoglich-hessischen Regierung, die nicht nur die Verordnung zur Bewachung der Rheindämme herausgab, sondern auch die Pläne für das Dammwächterhaus entwickelte.

## Rheinpegel Worms
Das Pegelhaus befindet sich bei Rheinkilometer 443,370 auf dem linken Rheinufer, der Pegelnullpunkt liegt auf 84,112 m ü. NHN (seit 18. Juli 2017). Betreiber des Pegels ist das Wasserstraßen- und Schifffahrtsamt Oberrhein. Der Pegelstand wird stromseitig über eine große Digitalanzeige und landseitig über eine Pegeluhr angegeben. Die Ansagerufnummer lautet 06241-19429, der Pegel wird auch im Internet veröffentlicht unter www.pegelonline.wsv.de
Die Hochwassermarke I (HSW I) ist auf 440 cm festgesetzt, die HSW II, bei der die Schifffahrt eingestellt wird, auf 650 cm. Der gleichwertige Wasserstand (GlW) liegt seit dem 1. Januar 2015 bei 72 cm. Am 29. Dezember 1882 wurde mit 822 cm der bis heute höchste Wasserstand (HHW) gemeldet. Die Höchstmarke im 20. Jahrhundert wurde am 17. Januar 1955 mit 746 cm erreicht. Der niedrigste Pegelstand (NNW) betrug 2 cm am 20. Oktober 2018, der damit deutlich unter den bis dahin geltenden Rekordwerten vom 10. Dezember 1962 und 28. September 2003 (16 cm) lag. Der Mittelwert (MW) der Wasserstände in einer Zeitspanne zwischen dem 1. November 2000 und 31. Oktober 2010 lag bei 210 cm.